# Jerzy Swoboda
Jerzy Swoboda (ur. 1953 w Rzeszowie) – polski dyrygent i pedagog.
Studia dyrygenckie ukończył z wyróżnieniem w 1982 r. w Akademii Muzycznej w Krakowie, w klasie Krzysztofa Missony.
W latach 1982–1986 był kierownikiem Chóru Państwowej Filharmonii w Krakowie, następnie dyrygentem zespołu „Capella Cracoviensis”. Równolegle prowadził działalność dydaktyczną w Akademii Muzycznej w Krakowie. W latach 1986–1990 był stałym dyrygentem Polskiej Orkiestry Kameralnej oraz orkiestry „Sinfonia Varsovia”. W latach 1990–1998 pełnił funkcję dyrektora naczelnego i artystycznego Państwowej Filharmonii Śląskiej w Katowicach. W latach 1987–1992 był dyrektorem artystycznym Międzynarodowego Festiwalu Chopinowskiego w Dusznikach-Zdroju. Od 1998 do 2005 był dyrektorem artystycznym Filharmonii Częstochowskiej. Równocześnie prowadzi działalność pedagogiczną w Katedrze Muzyki Uniwersytetu Humanistyczno-Przyrodniczego im. Jana Długosza w Częstochowie.
Jerzy Swoboda koncertował z licznymi polskimi i zagranicznymi orkiestrami. Obok wspomnianych powyżej, należą do nich m.in.: Orkiestra Filharmonii Narodowej, Orkiestra Filharmonii Dolnośląskiej w Jeleniej Górze (I Dyrygent), Orkiestra Symfoniczna Akademii Muzycznej w Łodzi. Koncertował w najsłynniejszych salach koncertowych Europy (Ateny, Berlin, Bonn, Bruksela, Kolonia, Londyn, Paryż, Praga, Stuttgart, Wiedeń) oraz w krajach pozaeuropejskich: Japonii, Kanadzie, Korei Południowej, Meksyku, Stanach Zjednoczonych, Tajwanie. Dokonał wielu nagrań płytowych i archiwalnych m.in. dla wytwórni fonograficznych Japonii, Anglii oraz USA. Brał udział w szeregu festiwalach, m.in. Festiwalu Mozartowskim w Würzburgu, na festiwalach w Echternach (Luksemburg), Marianskich Łaźniach (Czechy), la Chaise Dieu (Francja), Atenach (Grecja). Partnerował m.in. takim solistom, jak: June Anderson, Justus Frantz, Gidon Kremer, Katia i Marielle Labéque, Alain Marion, Yehudi Menuhin, Grigorij Sokołow, Grigorij Żyslin.
Wielokrotnie zasiadał w jury Międzynarodowego Konkursu Dyrygentów im. Grzegorza Fitelberga w Katowicach. Ponadto, do jego dokonań zaliczyć należy m.in. występ w japońskim filmie fantastycznym „Avalon”, gdzie (wśród wielu Polaków, m.in. Małgorzaty Foremniak) zagrał krótki epizod dyrygenta. Pojawił się też w roli słuchacza w dokumencie o Witoldzie Lutosławskim. Był także muzycznym konsultantem ostatniego filmu z udziałem Witolda Lutosławskiego w reżyserii Krzysztofa Zanussiego zrealizowanym na zamówienie BBC.
Jerzy Swoboda w swoim dorobku posiada rozległy repertuar symfoniczny, obejmujący dzieła od muzyki dawnej po współczesną. Na koncie ma szereg prawykonań muzyki współczesnej.

## Wybrana dyskografia
- H.M. Górecki – III Symfonia „Symfonia pieśni żałosnych”, wyk.: Zofia Kilanowicz – sopran, Orkiestra Symfoniczna Filharmonii Śląskiej, dyr. Jerzy Swoboda, Polskie Nagrania; Płyta Roku 1994; Nagroda „Fryderyk”
- Erik Funk (Volume II: Symfonie III i IV), wyk. Anna Maria Baeza – klarnet, Judith Stabler, Czech Radio Symphony Orchestra, Vladimír Válek – dyrygent, Orkiestra Filharmonii Narodowej w Warszawie, Jerzy Swoboda – dyrygent, MMC Recording (MMC 2076)
- Francis Judd Cooke: The Warsaw Recordings (Cantata: The House of Christmas, Symphony 1994, Symphony 1990, Variations in G, String Quartet), wyk. Dorota Radomska – sopran, Bogdan Śliwa – baryton, Moyzes String Quartet, Chór Filharmonii Narodowej w Warszawie, Orkiestra Filharmonii Narodowej w Warszawie, dyr. Jerzy Swoboda, MMC Recording (MMC 2039)
- Frank Graham Stewart (Overture Brevis, Concerto for Viola and Orchestra, Fantasy for Orchestra, Concerto for Bb Clarinet and Orchestra, Scherzo for Orchestra), wyk. Karen Dreyfus – altówka, Richard Stoltzman – klarnet, New York Chamber Symphony, Seattle Symphony Orchestra, Gerard Schwarz – dyrygent, Orkiestra Filharmonii Śląskiej, Jerzy Swoboda – dyrygent, Orkiestra Filharmonii Narodowej w Warszawie, George Manahan – dyrygent, Czech Radio Symphony, Orchestra, Vladimír Válek – dyrygent, MMC Recording (MMC2102)
- H.M. Górecki – III Symfonia „Symfonia pieśni żałosnych”, wyk. Orkiestra Filharmonii Śląskiej, Jerzy Swoboda – dyrygent, Belart 4501482
- H.M. Górecki – III Symfonia „Symfonia pieśni żałosnych”, wyk. Zofia Kilanowicz – sopran, Orkiestra Filharmonii Śląskiej, Jerzy Swoboda – dyrygent, Eloquence 450 148-2
- W. Lutosławski (Koncert na wiolonczelę i orkiestrę, Partita na skrzypce, fortepian i orkiestrę, I Symfonia), wyk. Tomasz Strahl – wiolonczela, Roman Lasocki – skrzypce, Antoni Brożek – fortepian, Orkiestra Filharmonii Śląskiej, Jerzy Swoboda – dyrygent, Polskie Radio Katowice PRCD020
- William Walton – Koncert altówkowy, William Thomas McKinley – Koncert altówkowy nr 3, Karen Dreyfus – altówka, Orkiestra Filharmonii Narodowej w Warszawie, Orkiestra Filharmonii Śląskiej, Jerzy Swoboda – dyrygent, MMC Recordings MMC2047